# Петрушка
Петрушка је балет заснован на руском фолклору и занимљивој причи која говори о луткарској представи на карневалу. У тој представи учествују Петрушка, Арапин и балерина. Након тога мађионичар оживљава Петрушку, Арапина и балерину и Петрушка хоће да се освети Арапину зато што га је убио у представи.